# جیانگ جیمین
جیانگ جیمین (به چینی: 蒋洁敏) (زاده ۱۹۵۴) کارآفرین، سیاست‌مدار و مدیر ارشد اجرایی چینی است، که در حال حاضر به‌عنوان مدیرعامل شرکت پتروچاینا فعالیت می‌نماید. وی همچنین از اعضای هیئت مدیره شرکت ملی نفت چین می‌باشد.